# Salinidad

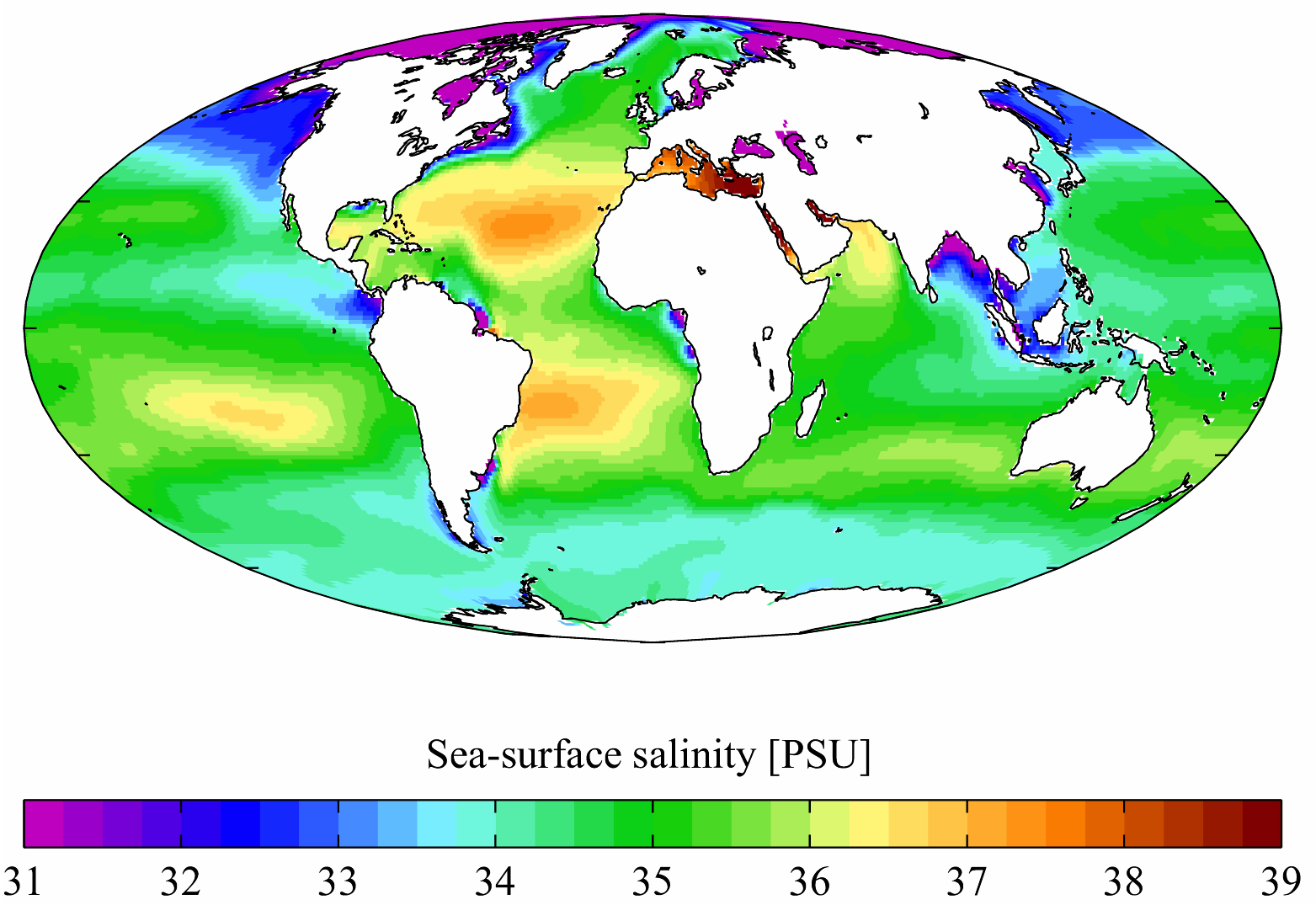
Salinidad media anual superficial para los océanos, en unidades prácticas de salinidad (PSU) o gramos de sal por litro.

La salinidad es el contenido de sales minerales disueltas en un cuerpo de agua. Dicho de otra manera, es válida la expresión salinidad para referirse al contenido salino en suelos o en agua.
El sabor salado del agua se debe a que contiene cloruro de sodio (NaCl). Su concentración en los mares y océanos es muy elevada entre 33 y 37 g/L y muy baja en las aguas dulces, menor de 5 g/L. Además, esta salinidad varía según la intensidad de la evaporación o que el aporte de agua dulce de los ríos aumente en relación con la cantidad de agua. La acción y efecto de disminuir o aumentar la salinidad se denomina desalinización y salinización, respectivamente. La mayoría de los lagos son de agua dulce. Por su parte, en las masas de agua de mayor salinidad, es posible flotar con mayor facilidad. Un 97% del agua de la Tierra es salada, mientras el 3% restante es dulce.

## Definiciones
Este proceso de evaporación es más intenso en las zonas tropicales, y menor en las zonas polares. Las aguas superficiales son más saladas porque la evaporación hace que la concentración de sal aumente. El contenido salino de muchos lagos, ríos, o arroyos es tan pequeño, que a esas aguas se las denomina agua dulce. El contenido de sal en agua potable es, por definición, menor a 0,05 %. Si no, el agua es señalada como salobre, o definida como salina si contiene de 3 a 5 % de sal en volumen. Por encima de 5% se la considera salmuera. El océano es naturalmente salino con aproximadamente 3,5 % de sal (ver agua de mar). Algunos lagos o mares son más salinos. El mar Muerto, por ejemplo, tiene un contenido superficial de alrededor del 15 %.
| Salinidad del agua | Salinidad del agua | Salinidad del agua | Salinidad del agua |
| Agua dulce         | Agua salobre       | Agua de mar        | Salmuera           |
| < 0,05 %           | 0,05 – 3 %         | 3 – 5 %            | > 5 %              |
| < 0,5 g/L          | 0,5 – 30 g/L       | 30 – 50 g/L        | > 50 g/L           |
| ------------------ | ------------------ | ------------------ | ------------------ |

El término técnico de salinidad en el océano es halinidad, ya que realmente se basa en los iones haluros; el ion cloruro (Cl−) es el anión más abundante en la mezcla de elementos disueltos. En oceanografía, ha sido tradicional expresar la halinidad, no en porcentaje, sino en partes por mil (‰), que es aproximadamente gramos de sal por litro de solución: g/L. Antes de 1978, la salinidad o halinidad se expresaba como ‰, basándose en la relación de conductividad eléctrica de la muestra de "agua de Copenhague" (agua de manantial que se distribuye como estándar mundial). En 1978, los oceanógrafos redefinen la salinidad en Unidades Prácticas de Salinidad (ups, psu): relación de la conductividad de una muestra de agua de mar con respecto a la de una solución estándar de cloruro potásico (KCl).  
Aunque pareciera esotérica y oscura esta manera de medir concentraciones, es muy práctica; pero será necesario recordar que la salinidad es la suma en peso de muchos y diferentes elementos dentro de un volumen dado de agua. Una determinación precisa de salinidad no solo como concentración de solutos implica conocer la cantidad de cada sustancia (como por ejemplo, el cloruro de sodio) que requiere de química analítica, frente a una simple determinación de peso del residuo seco luego de evaporar la muestra (un método de determinar salinidad). El volumen es influido por la temperatura del agua; y la composición de las sales no es constante (aunque es muy semejante, en capas semejantes, en los océanos). Las aguas salinas de los mares interiores pueden tener una composición diferente de la de los océanos. Por esta razón, estas aguas son denominadas salinas, diferenciándose de las oceánicas, donde se aplica el término halina.

## Unidades
En oceanografía, la salinidad se expresa tradicionalmente en partes por mil, considerando aproximadamente la densidad como la unidad corresponde a gramos de sal por litro de solución. En química analítica se expresa la salinidad en mg/l o ppm. 
En 1978, cuando desde el principio del siglo XX se utilizaba la referencia a la clorinidad, la salinidad o halinidad se expresaron como ‰ sobre la base de la conductividad eléctrica en referencia a una muestra de agua de mar artificial utilizada como estándar.
La nueva Escala Práctica de Salinidad fue posteriormente refinada aún más por oceanógrafos de todo el mundo con la introducción de la unidad de medida en "ups" o "PSU", por su sigla en inglés, (Practical Salinity Units), correspondiente a la relación entre la conductividad de la muestra de agua de mar y la de una solución estándar de KCl formado por 32,4356 gramos de sal disuelta en 1 kg de solución a 15 °C.
Los valores son adimensionales, pero se asigna 35 psu a la salinidad equivalente a 35 gramos de sal por litro de solución.

## Sistemas de clasificación de cuerpos de agua basados en la salinidad
La salinidad del agua es una variable que se mide por un indicador según su conductividad eléctrica.
El agua marina es la del océano, otra notación es mar euhalino. Su rango de salinidad es de 30 a 35 ‰. 
Mares salobres son aguas con salinidad entre 0,5 y 29 ‰ y mares metahalinos de 36 a 40 ‰. Todas estas aguas se denominan talásicas porque su salinidad deriva del océano; definiéndose como homeohalinas si la salinidad no varía mucho en el tiempo (esencialmente invariante). La Tabla, modificada por Por (1972), sigue el "Sistema de Venecia" (1959).
En contraste con un ambiente homeohalino, están ciertos ambientes poiquilohalinos (que pueden también ser "talásicos") en donde la variación de salinidad es biológicamente significativa (Dahl, 1956).
Las aguas poiquilohalinas varían de 0,5 ‰ a más de 300 ‰. La característica de estas aguas es su variación en salinidad sobre un rango estacional biológicamente afectante, o en otras escalas de tiempo. Para ponerlo simple, estos son cuerpos de agua que varían en salinidad. 
Cuando el contenido salino del agua es tan alto que precipitan cristales de sal, se está en presencia de salmuera.

## Consideraciones ambientales
La salinidad es un factor ambiental de gran importancia, y en buena parte determina los tipos de organismo que pueden vivir en un cuerpo de agua. Las plantas adaptadas a condiciones salinas se llaman halófitas. Algunos organismos (mayormente bacterias) que pueden vivir en condiciones muy salinas se clasifican como halófilos extremófilos. De un organismo que puede vivir en un amplio rango de salinidades, se dice que es eurihalino.

## Salinidad de algunos cuerpos de agua
A manera de ejemplo se muestran a continuación los datos de salinidad promedio de algunos cuerpos de agua del mundo usados como referencias.
| Cuerpo de agua          | Salinidad (‰), (ups) o (partes por mil) |
| ----------------------- | --------------------------------------- |
| Promedio en los océanos | 35                                      |
| Mar Rojo                | 40                                      |
| Mar Báltico             | 6                                       |
| Mar Caspio              | 12                                      |
| Mar Muerto              | 330                                     |